# Delincuente (canción)
«Delincuente» es una canción de la cantante dominicana Tokischa y los cantantes puertorriqueños Anuel AA y Ñengo Flow. Fue lanzado el 19 de agosto de 2022 bajo el sello discográfico Sony Music Latin.

## Música y letra
Musicalmente, la canción tiene un ritmo de dembow. Líricamente, la canción habla de los encuentros sexuales de la protagonista con su pareja a quién llama «delincuente». Describe como participan en actividades sexuales en diferentes partes de su casa, en el auto e incluso en público. Las letras son explícitas y contienen descripciones gráficas del acto sexual.

## Video musical
El video oficial musical fue publicado junto con el sencillo el 19 de agosto de 2022 en el canal oficial de YouTube de la Tokischa. También cuenta con la participación de Yailín La Más Viral.